# Istituto Bancario San Paolo di Torino
L'Istituto Bancario San Paolo di Torino (generalmente noto come il San Paolo) è stato un'importante banca italiana, con sede a Torino.

## Storia

### Il Monte di Torino
Il 25 aprile 1519 vede la nascita del primo monte di pietà di Torino. Più tardi, per finanziare le iniziative economiche, soprattutto agrarie e minerarie, Emanuele Filiberto di Savoia pensò di fondare un monte che concedesse prestiti ad un interesse inferiore al 12%, ma l'impresa non ebbe successo.
Nel 1563 era nata una confraternita religiosa, la venerabile Compagnia di San Paolo, che nel 1579 fondò il monte di pietà di Torino. 
Il 14 maggio 1595 diventa Ufficio Pio, e il 26 maggio 1683, Opera degli esercizi spirituali.
A partire dalla metà del Seicento il Monte di Torino gestì anche il debito pubblico dello Stato sabaudo.
Il 12 settembre 1683 diventa Opera del deposito per fanciulle.

### Il San Paolo di Torino
Nel 1853 il Monte divenne una banca a tutti gli effetti, abilitata anche all'esercizio del credito fondiario.
Continuò (e continua tuttora) ad esercitare il monte dei pegni.
Il 14 giugno 1866, sotto l'impulso di Gustavo Ponza di San Martino, diventò credito fondiario, e il 18 giugno 1883, educatorio duchessa Isabella.
Nel 1928 prese il nome di Istituto Bancario San Paolo di Torino. 
Il San Paolo partecipò al salvataggio della Banca Agricola Italiana di Riccardo Gualino, rilevandone la rete di filiali in Piemonte e Liguria. Il 16 giugno 1932, nell'ambito della risistemazione del sistema bancario italiano conseguente alla crisi del '29, il San Paolo venne dichiarato insieme ad altre banche istituto di credito di diritto pubblico, ovvero sotto uno stringente controllo statale.
Lo storico edificio di piazza San Carlo risente pesantemente dei bombardamenti di Torino: nel secondo dopoguerra viene ricostruito sotto l'impulso del presidente Anton Dante Coda.
In occasione del quarto centenario della fondazione, nel 1963, l'Istituto ha apposta una targa che ne traccia la cronologia.
Nel 1987 acquisì la quota di maggioranza della Banca Provinciale Lombarda. Questa operazione portò in dote all'Istituto torinese circa 400.000 clienti e una rete distributiva composta da 117 sportelli bancari.
Nel 1993 la Banca Provinciale Lombarda e il Banco Lariano furono definitivamente incorporati.
Nel 1991 acquisì il controllo del Crediop,  che fu successivamente ceduto a Dexia nel 1999 dal Sanpaolo IMI.
Nel 1992, in seguito alla legge Amato, l'istituto fu trasformato in società per azioni e privatizzato. La Compagnia di San Paolo ne rimase il maggior azionista.
Negli anni Novanta divenne la più grande banca italiana per raccolta. Si rese popolare attraverso una campagna pubblicitaria televisiva, interpretata da Vittorio Gassmann nei panni di Nostradamus.
Nel 1997 La Compagnia possedeva il 20.54% del capitale, seguita dal Banco Santander (6.8%) e dall'Istituto Mobiliare Italiano (5%).
Nel 1998 si fuse con l'Istituto Mobiliare Italiano per dare vita al Sanpaolo IMI.
Gli azionisti del San Paolo ricevettero circa il 55% delle azioni della nuova banca (ovvero 775,184,948). La Compagnia di San Paolo ne possedeva il 16.4%.